# Гокан Ліндман
Хокан Ліндман (швед. Håkan Lindman; нар. 27 листопада 1961, Гетеборг) — шведський футболіст, що грав на позиції нападника.
Виступав, зокрема, за клуби ГАІС та «Мальме», а також олімпійську збірну Швеції.

## Клубна кар'єра
У дорослому футболі дебютував 1979 року виступами за команду ГАІС, у якій провів п'ять сезонів, взявши участь у 106 матчах чемпіонату.  Більшість часу, проведеного у складі ГАІСа, був основним гравцем атакувальної ланки команди.
Протягом 1985 року захищав кольори клубу «Карлстад БК».
У 1986 році перейшов до клубу «Мальме», за який відіграв 4 сезони. Граючи у складі «Мальме» також здебільшого виходив на поле в основному складі команди. Завершив професійну кар'єру футболіста виступами за команду «Мальме» у 1990 році.

## Виступи за збірну
У 1988 році захищав кольори олімпійської збірної Швеції. У складі цієї команди провів 0 матчів.